# Musée Grévin

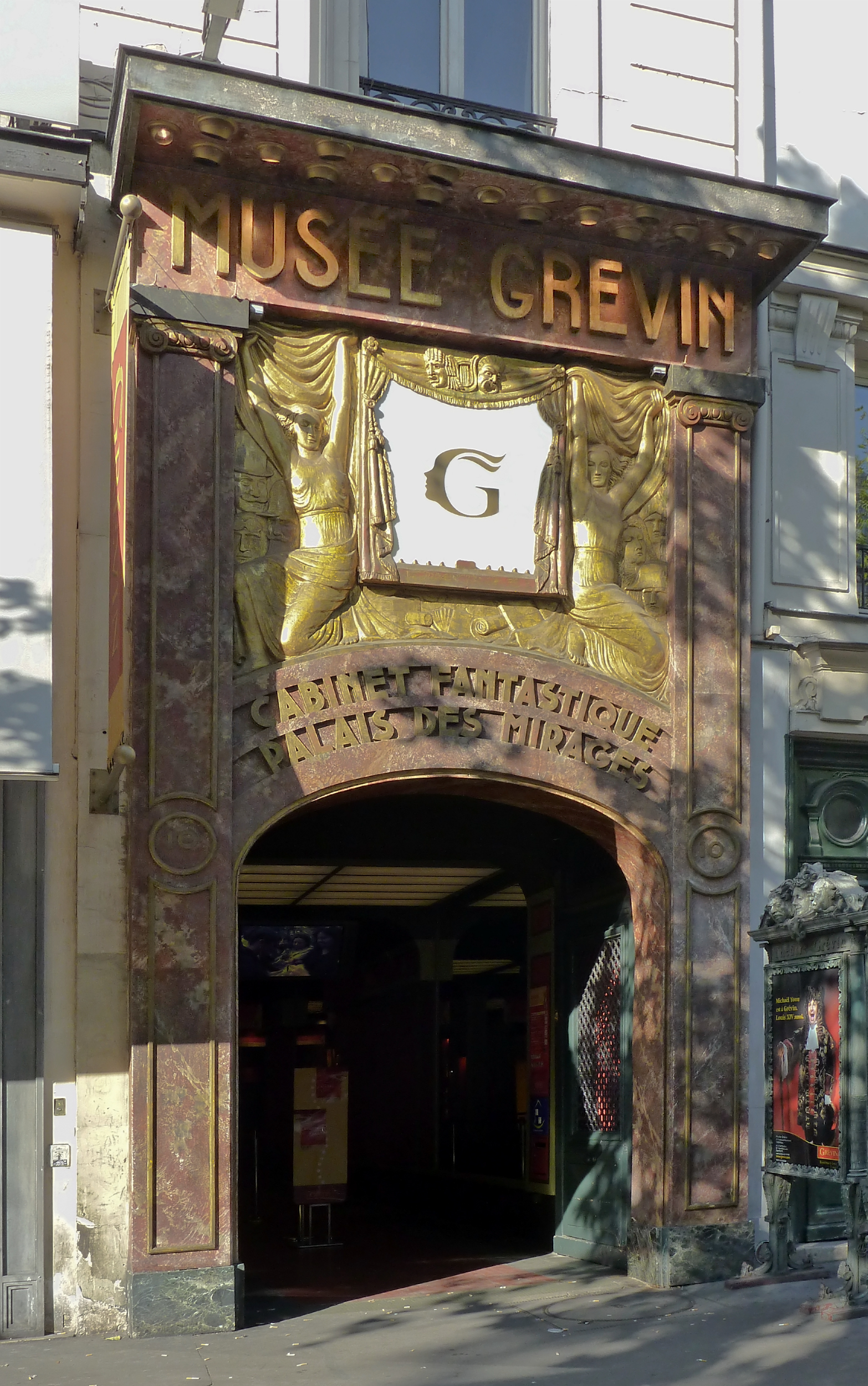
Eingang

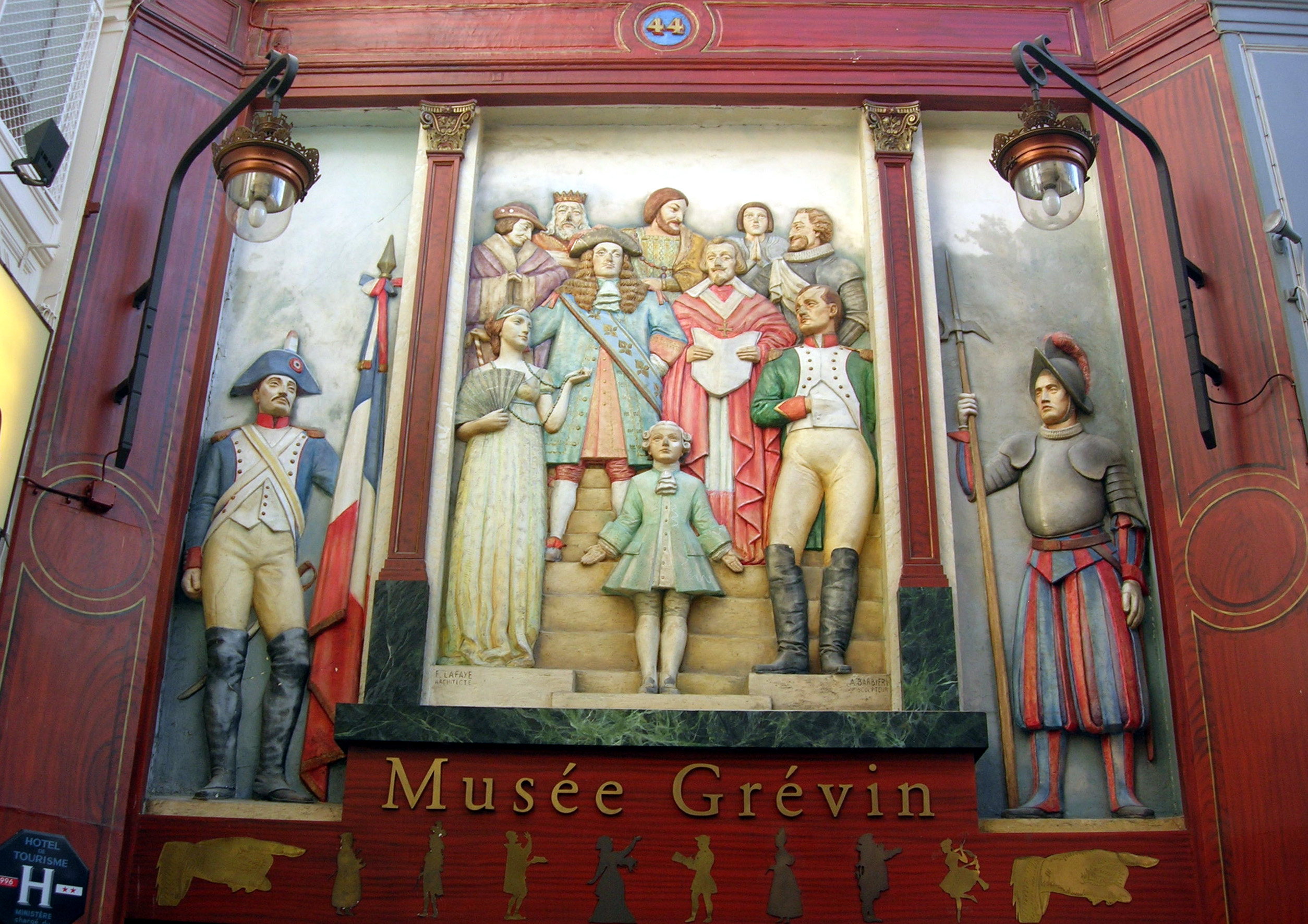
Musée Grévin, über der Eintagstür

Das Musée Grévin ist ein berühmtes Wachsfigurenkabinett am  Boulevard Montmartre im 9. Arrondissement in Paris. Seinen Namen verdankt es Alfred Grévin, der es am 5. Juni 1882 gemeinsam mit Arthur Meyer gründete. 1998 wurde es umfassend für 7,5 Millionen Euro renoviert. Auffällig am Musée Grévin ist die Gestaltung nach Themenbereichen. Die jeweiligen Wachsfiguren werden in eine zur Person passende Umgebung eingepasst (z. B. Theatersaal bei Schauspielern, Atelier bei Malern). Außerdem wurde das Museum 1998 um die Ausstellung „Spirit of Paris“ erweitert. Ein weiterer Höhepunkt ist das „Palais des Mirages“, ein prächtiger Spiegelraum, der, effektvoll beleuchtet, die Illusion vermittelt, sich in einer ganzen Flucht von Sälen zu befinden. Der Pariser Architekt Eugène Hénard, Schöpfer des gleichartigen, sensationell erfolgreichen „Palais des illusions“ der Pariser Weltausstellung 1900, schuf für Gabriel Thomas, den damaligen Besitzer des Musée Grévin, diese etwas verkleinerte, aber verbesserte Version. Auch ein hoher Kuppelraum von 1882 zählt zu den Attraktionen.
Das Museum zählt etwa 600.000 Besucher jährlich und ist eine der meistbesuchten privaten Sehenswürdigkeiten von Paris. Seit 1999 gehört das Musée Grevin zu Grévin & Cie.